# Situsaeur (Karangpawitan)
Situsaeur is een bestuurslaag in het regentschap Garut van de provincie West-Java, Indonesië. Situsaeur telt 4817 inwoners (volkstelling 2010).